# 日本写真測量学会
日本写真測量学会（にほんしゃしんそくりょうがっかい、英: Japan Society of Photogrammetry and Remote Sensing）とは、写真測量学に関する調査・研究を行う日本の学会で、一般社団法人である。会員数は約1200名。

## 活動
- 年2回の学術講演会の開催
- 「写真測量とリモートセンシング」の刊行
- 国際写真測量・リモートセンシング学会 (ISPRS) やアジアリモートセンシング協会 (AARS) の日本代表組織としての国際的な活動